# Day of the Doug
Day of the Doug es el undécimo álbum de estudio de la banda de country rock estadounidense Son Volt, lanzado el 16 de junio de 2023 a través del sello Transmit Sound, producido por Jay Farrar y dedicado a Doug Sahm.
Este disco tributo, que se abre y se cierra con sendos mensajes dejados por Sahm en el contestador automático de Jay Farrar, cantante y líder de Son Volt, incluye doce versiones que rinden homenaje a la música e influencia del compositor tejano, la mayoría del prolífico período comprendido entre finales de la década de los 60 y la de los 70, en una selección que recoge toda la saga, de Sir Douglas Quintet, en solitario, Sir Douglas Band o Sir Doug & Texas Tornados.

## Lista de canciones
1. "Doug Intro"
2. "Sometimes You’ve Got To Stop Chasing Rainbows"
3. "What About Tomorrow"
4. "Beautiful Texas Sunshine"
5. "Float Away"
6. "Yesterday Got in the Way"
7. "Keep Your Soul"
8. "Dynamite Woman"
9. "Huggin’ Thin Air"
10. "Juan Mendoza"
11. "Poison Love"
12. "Seguin"
13. "It’s Gonna Be Easy"
14. "Doug Outro"